# Ulrich Rastemborski
Ulrich Rastemborski (* 17. Oktober 1940 in Berlin; † 24. Juni 1994 ebenda) war ein deutscher Jurist und Politiker (CDU). Er war Berliner Senator für Bau- und Wohnungswesen in der konfliktreichen Phase der Hausbesetzungen in Berlin.

## Leben
Ulrich Rastemborski studierte nach dem Abitur 1959 an der Freien Universität Berlin und der Universität Tübingen bis 1964 Rechtswissenschaften. In Tübingen wurde er Mitglied der  katholischen Studentenverbindung AV Cheruskia Tübingen im CV. In Berlin war er Mitglied der KAV Suevia Berlin.
Nach Abschluss seiner Referendarzeit, einem Kurzstudium an der Verwaltungsakademie Speyer (WS 1966/67) und der Zweiten Juristischen Staatsprüfung (1969) ließ er sich in Berlin als Rechtsanwalt nieder. Seit 1979 war er auch Notar.
Im Juni 1983 wurde er vom Regierenden Bürgermeister Richard von Weizsäcker in den nach den Wahlen vom Mai 1983 neugebildeten Senat berufen. „Er kündigte ein Programm zur Instandsetzung und Modernisierung von leerstehenden Altbauhäusern an. Im August 1983 erregte Rastemborski durch sein plötzliches Verschwinden Aufsehen. Offenbar gesundheitlich und auch nervlich überstrapaziert, erklärte er seinen Rücktritt. Nach seiner Rückkehr nach Berlin ging er seinem Beruf als Anwalt nach.“
Neben der Parteipolitik war er Mitglied der Mittelstands- und Wirtschaftsvereinigung der CDU sowie im Berliner Anwaltsverein.
Ulrich und Irmgard Rastemborski hatten vier Kinder.

## Politik
Rastemborski wurde 1965 Mitglied der CDU. Zu diesem Zeitpunkt war er noch Pfarrjugendführer in der Berliner katholischen Pfarrgemeinde St. Clara.
Mitglied im Berliner Abgeordnetenhaus
Seit April 1975 gehörte er dem Abgeordnetenhaus an, in dem er von 1979 bis 1981 den Ausschuss für Bau- und Wohnungswesen leitete. Außerdem erwarb er sich den Ruf eines „Spezialisten“ für parlamentarische Untersuchungsausschüsse und leitete den Garski-Ausschuss des Abgeordnetenhauses, der sich mit der Bürgschaftsaffäre nach dem Zusammenbruch der „Bautechnik KG“ des Architekten Garski befassen musste, die zum Anlass für den Rücktritt des Senats Stobbe wurde.
Ab 1977 war Rastemborski stellvertretender Kreisvorsitzender in Neukölln.
„Als Neuköllner Abgeordneter der CDU nahm er im Wahlkampf 1981 vorsichtig die Kritik an der herrschenden Stadtentwicklungspolitik auf, die die Innenstädte verödete und ganze Altbauquartiere auf Abbruch orientierte, während die Trabantenstädte emporwuchsen. Die Hausbesetzer, die allen (Alt-)Parteien fremd waren, interessierten ihn, Law-and-order-Parolen hat man von ihm nie gehört. Bereits vor dem Wahlsieg Richard von Weizsäckers im Mai 1981 erschien er bei öffentlichen Diskussionen mit Sympathisanten der Hausbesetzer und ließ immerhin – für die CDU bis dahin undenkbar – ein Interesse am Stopp der Abrisspolitik und der Integration des Hausbesetzerprotestes erkennen.“

### Bausenator
Von Juni 1981 bis 1983 war Rastemborski Senator Berlins für Bau- und Wohnungswesen. Er war auf den Wunsch des damaligen Regierenden Bürgermeisters Richard von Weizsäcker in das Amt gewählt worden.
Hausbesetzungen in Berlin

Nach der Wahl zum Abgeordnetenhaus von Berlin 1981 am 10. Mai 1981 und der Ablösung des SPD/FDP-Senats unter Hans-Jochen Vogel durch einen CDU-Senat unter Richard von Weizsäcker verschärfte sich unter Führung des Innensenators Heinrich Lummer die Gangart gegen die Hausbesetzer. Im Sommer 1981 waren in der Stadt ca. 170 Häuser besetzt. In der Stadt herrschten im Wechselspiel von Räumungen und Straßenkämpfen ‚bürgerkriegsartige Zustände‘. Nach einer Großaktion zur Räumung von acht besetzten Häusern kam während eines Polizeieinsatzes am 22. September 1981 der Hausbesetzer Klaus-Jürgen Rattay ums Leben. Der Vorfall wirkte als Schock auf allen Seiten. Von Weizsäcker initiierte einen Verständigungskurs, der von der Evangelischen Kirche in Berlin unter Bischof Martin Kruse aufgenommen wurde und durch die Gründung des alternativen Sanierungsträgers Stattbau im März 1983 zur Sanierung und Legalisierung zahlreicher besetzter Häuser und zur Beruhigung der Lage in der Stadt führte.
Legalisierungsprozess
Die Versuche, zur Verständigung und zur ‚Lösung des Problems der besetzten Häuser‘ zu kommen, wurden mehrfach von Wechselfällen überschattet und von heftigen Konflikten in Frage gestellt. Im Rahmen der Verhandlungen des Vermittlers Stattbau mit dem Bausenat geriet Ulrich Rastemborski in den Fokus interner Auseinandersetzungen innerhalb der regierenden Berliner CDU:
Nach dem Vorschlag des Beauftragten der Evangelischen Kirche, Rainer Papenfuß, an die Organisation Netzwerk Selbsthilfe, einen alternativen Sanierungsträger zu gründen, unterstützte auch der Bausenator dieses Vorhaben und sagte die Übertragung zweier besetzter Altbautenblöcke zu – die nach den betroffenen Wohnbaugesellschaften benannten Grundag- (Winterfeldstraße) und Samog-Häuser (Block 103 in Kreuzberg). „Zweimal durchkreuzte der Innensenator diese Pläne durch überraschende Räumungen. Polizeisenator Lummer vereitelte auf diese Weise, was Bausenator Ulrich Rastemborski betrieben hatte.“
Die Zeit kommentierte:

„Heute bewegen sich die Aktionen des Senats nach dem Motto: einen Schritt vor (den darf der liberale Bausenator Ulrich Rastemborski, CDU, tun, indem er sich unermüdlich zu Verhandlungen mit Besetzern, Besitzern und diversen Zwischenträgern zusammensetzt) – zwei Schritte zurück (die erzwingt der CDU-Rechtsaußen, Innensenator Heinrich Lummer, wenn er mit Brachialgewalt auch solche besetzten Häuser räumen läßt, bei denen ein Vertragsabschluß zwischen Besetzern und Eigentümern gerade bevorsteht).“

### Rücktritt
Im August 1983 trat Rastemborski überraschend zurück. Dem Rücktritt war ein plötzliches Verschwinden vorausgegangen, welches in der Öffentlichkeit Aufsehen erregte.

„23. August 1983. ‚Wo ist der Senator? Kurz vor seinem Verschwinden feierte der 42-jährige Ulrich Rastemborski in besonders guter Stimmung auf einem Polterabend.‘ (BZ vom Tage) […] Freitag, den 22. 8., 8.30 Uhr, wartet im IBA-Gebiet vor dem Block 104 eine große Senatsmannschaft in schwarzen Limousinen vergebens auf den Bausenator. Der hatte bereits den Hut und die erste Maschine nach Frankfurt genommen und, wie sich im nachhinein herausstellt, auch Abschied vom Dauerstress und den Parteiquerelen. Er wird nicht mehr als Bausenator zurückkommen.“

Die erneute Sorge über ein Scheitern der Vertragsverhandlungen dauerte jedoch nur kurz: „5. September 1983. Der neue Bausenator Franke unterschreibt, von Richard von Weizsäcker in die Pflicht genommen, den unterschriftsreifen Sanierungsvertrag. Stattbau und die [12] Häuser im Block 103 können aufatmen und beginnen.“

## Würdigung
Während Rastemborski in Teilen der Regierungsparteien und der „Springerpresse“ erwartungsgemäß Ironie und Spott erntete, reagierten Vermittler und Verhandlungspartner verständnisvoller:

„Die Verhandlungslegende der Winterfeldthäuser und der Häuser im Kreuzberger Block 103 belegt im Grunde zu nüchtern, mit welchem menschlichen und politischen Engagement der damalige Bausenator die sogenannte „Besetzerfrage“ zu lösen versucht hat. […] Auf einer emotionalen Ebene war ihm wohl immer sehr bewußt, daß die „Betroffenheit“ der Bewohner in den besetzten Häusern weit über den wohnungspolitisch-rationalen Bereich hinausging. […] Eigentlich ist nur so seine an Masochismus grenzende Geduld (den ‚hardlinern‘ auf allen Ebenen gegenüber) zu erklären, eine ‚anständige‘ (wie ich vermute, würde er sagen: eine ‚christliche‘) Lösung zu finden. Daß er dabei nicht nur auf Unverständnis der Saubermänner seiner Partei traf, sondern auch zu Anfang auch auf das Unverständnis seiner Verwaltung, denen das ganze offenbar ‚zu riskant‘ erschien, ist wohl die Tragik eines ‚gefühlsbetonten‘ Politikers. […] Die von Bausenator Rastemborski zusammen mit der Bauausstellung Berlin formulierten 12 Grundsätze einer behutsamen Stadterneuerung sind sicher der Weg der Zukunft.“

Zu seinem Tod schrieb die taz:

„Er war unbestechlich. Er sprach mit ‚Investoren‘ nicht unter vier Augen, ließ Geschenke, die bei ihm ‚vergessen‘ worden waren, sofort zurückgehen. Er verstand sich als ‚Staatsdiener‘ in einem überkommenen Sinn, und er wollte demokratische Willensbildungsprozesse auch bei der Stadtentwicklung. […] Lummer, der Häuser räumen und sich dabei als Sieger feiern ließ, war Rastemborskis großer Gegenspieler im Senat und ließ ihn mehrfach als wortbrüchig erscheinen. […] Er starb, völlig überraschend, in der Nacht zum Freitag an einem Herzinfarkt. Er hat bis zum letzten Tag als Anwalt gearbeitet, wie ihn seine Mandanten und Freunde kannten: Hastig, schnell, effektiv, ein wenig unbeholfen und doch präzise und einnehmend. Er brannte so schnell wie die zahllosen Zigaretten, die er täglich rauchte. Leider nur 54 Jahre lang.“